# Matías Silvestre
Matías Agustín Silvestre (* 25. September 1984 in Mercedes) ist ein argentinischer ehemaliger Fußballspieler. Er besitzt zudem die italienische Staatsangehörigkeit.
Silvestre gehörte ab Juli 2002 den Boca Juniors an. Er debütierte am 23. März 2003 im Spiel zwischen Boca und Lanus (3:1). Ab Juli 2004 führte er die Rückennummer 22 und ab Juli 2007 die Nummer 2.
Am Abend des 28. Januar 2008 wechselte er nach Catania auf Leihbasis mit einer Verpflichtungsklausel für die sizilianische Mannschaft. Im Sommer 2008 nahmen ihn die Italiener fest unter Vertrag. Nach drei Jahren schloss er sich im Sommer 2011 dem Lokalrivalen US Palermo an.
Zur Saison 2012/13 wechselte Silvestre auf Leihbasis zu Inter Mailand. Obwohl er bei Inter nicht überzeugen konnte, wurde er nach der Saison von Inter verpflichtet, da die Mailänder ein Gentlemen’s Agreement mit Palermo hatten. Nachdem Inters Trainer Walter Mazzarri aber nicht mehr mit dem Argentinier plante, wechselte Silvestre zur Saison 2013/14 auf Leihbasis zum AC Mailand, der eine Option auf eine permanente Verpflichtung erhielt. Diese wurde nicht gezogen. Im August 2014 wurde Silvestre an Sampdoria Genua ausgeliehen.
Nach Ablauf seines Vertrag bei Inter Mailand wechselte Silvestre zu Sampdoria_Genua. Sein Vertrag dort wurde im Januar 2017 bis zum Sommer 2019 verlängert. Anfang August 2018 wechselte er für die Saison 2018/19 zum FC Empoli, der in dieser Saison in die Serie A aufgestiegen war. Mit Ende der Saison stieg Empoli wieder aus der Serie A ab; der Vertrag von Silvestre wurde nicht verlängert.
Erst im Februar 2020 fand er mit dem AS Livorno in der italienischen Serie B einen neuen Verein. Mitte Juli 2020 wechselte er zum belgischen Erstdivisionär Royal Excel Mouscron.

## Erfolge
- Copa Libertadores: 2007
- Copa Sudamericana: 2004, 2005
- Recopa Sudamericana: 2005, 2006
- Primera División: 2003 (Apertura), 2005 (Apertura), 2006 (Clausura)